# Ⱙ
Cette page contient des caractères spéciaux ou non latins. S’ils s’affichent mal (▯, ?, etc.), consultez la page d’aide Unicode.
Ious bolchoï ïotirovanny (Юс большой йотированный en cyrillique, « grand ious yodisé » ; capitale Ⱙ, minuscule ⱙ) est la 38e lettre de l'alphabet glagolitique.

## Linguistique
La lettre sert à noter le phonème /jɔ̃/.

## Historique
La lettre provient de la ligature d'une lettre inconnue avec la lettre Ⱔ.

## Représentation informatique
- Unicode :
  - Capitale Ⱙ : U+2C29
  - Minuscule ⱙ : U+2C59